# Пасекі (Підляське воєводство)
Пасекі (пол. Pasieki) — село в Польщі, у гміні Наровка Гайнівського повіту Підляського воєводства.
Населення — 105 осіб (2011).
У 1975-1998 роках село належало до Білостоцького воєводства.

## Демографія
Демографічна структура станом на 31 березня 2011 року:
|          | Загалом | Допрацездатний вік | Працездатний вік | Постпрацездатний вік |
| -------- | ------- | ------------------ | ---------------- | -------------------- |
| Чоловіки | 51      | 2                  | 38               | 11                   |
| Жінки    | 54      | 5                  | 18               | 31                   |
| Разом    | 105     | 7                  | 56               | 42                   |